# Jaume Camprodon i Rovira

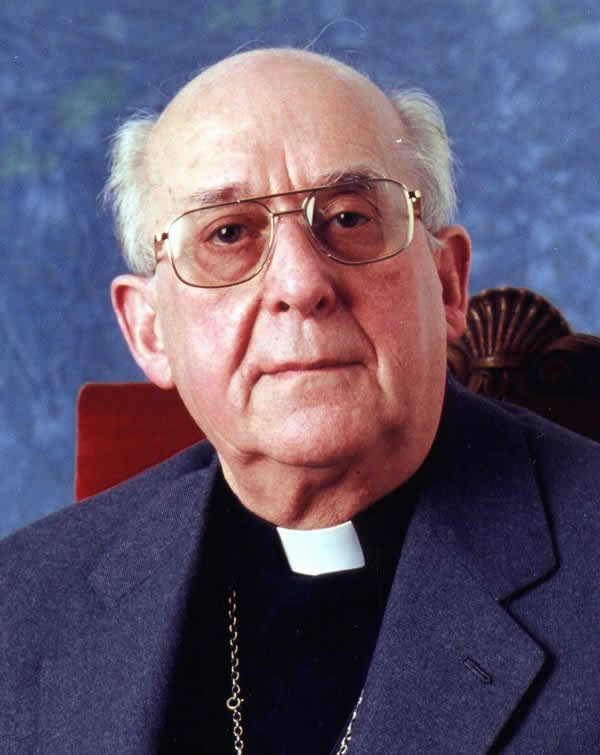
Jaume Camprodon (2016).

Jaume Camprodon i Rovira (* 18. Dezember 1926 in Torelló; † 26. Dezember 2016) war ein spanischer Geistlicher und römisch-katholischer Bischof von Girona.

## Leben
Jaume Camprodon i Rovira empfing am 22. Mai 1949 die Priesterweihe.
Papst Paul VI. ernannte ihn am 1. September 1973 zum Bischof von Girona. Der Apostolische Nuntius in Spanien, Erzbischof Luigi Dadaglio, spendete ihm am 21. Oktober desselben Jahres die Bischofsweihe; Mitkonsekratoren waren José Pont y Gol, Erzbischof von Tarragona, und Ramón Masnou Boixeda, Bischof von Vic.
Am 30. Oktober 2001 nahm Papst Johannes Paul II. seinen altersbedingten Rücktritt an.